# Trzebiel (przystanek kolejowy)
Trzebiel – nieczynny kolejowy przystanek osobowy w Trzebielu, w województwie lubuskim, w Polsce.